# Jan-Peter Frahm
Jan-Peter Frahm (né le 14 février 1945 et mort en Belgique le 5 février 2014) est un bryologiste allemand.